# 慎泰俊
慎泰俊（シン・テジュン、朝: 신태준, 1981年 - ）は、在日韓国・朝鮮人の実業家。
2021年11月現在、五常・アンド・カンパニー株式会社代表執行役・取締役会議長。

## 略歴
東京都に生まれる。朝鮮大学校政治経済学部法律学科、早稲田大学大学院ファイナンス研究科修了。モルガン・スタンレー・キャピタル（2006年～2010年）、ユニゾン・キャピタル（2010年～2013年）に勤務。
本業の傍ら、2007年に特定非営利活動法人Living in Peaceを設立（2018年に代表を退任）。2014年7月には民間版の世界銀行を目指す五常・アンド・カンパニー株式会社を共同で設立した。

## 著書
- 『15歳からのファイナンス理論入門 桃太郎は、なぜ、犬、猿、キジを仲間にしたのか?』ダイヤモンド社 2009年4月。
- 『働きながら、社会を変える。 ビジネスパーソン「子どもの貧困」に挑む』英治出版 2011年11月。
- 『ソーシャルファイナンス革命 世界を変えるお金の集め方』技術評論社 (生きる技術!叢書)　2012年6月。
- 『未来が変わる働き方』ディスカヴァー・トゥエンティワン （U25 SURVIVAL MANUAL SERIES） 2013年2月。
- 『ひらめきとイノベーションの授業 未来のために僕たちが今やるべきこと』ダイヤモンド社 2013年3月。
- 『正しい判断は、最初の3秒で決まる 投資プロフェッショナルが実践する直感力を磨く習慣』朝日新聞出版 2013年8月。
- 『外資系金融のExcel作成術 表の見せ方&財務モデルの組み方』東洋経済新報社 2014年4月。
- 『ランニング思考 本州縦断マラソン1648kmを走って学んだこと』晶文社 2015年10月。
- 『ルポ児童相談所 一時保護所から考える子ども支援』ちくま新書　2017年1月。